# Beaver (Pensilvania)
Beaver es un borough ubicado en el condado de Beaver en el estado estadounidense de Pensilvania. En el año 2000 tenía una población de 4.775 habitantes y una densidad poblacional de 1,976.6 personas por km².

## Geografía
Beaver se encuentra ubicado en las coordenadas 40°41′38″N 80°18′29″O / 40.69389, -80.30806.

## Demografía
Según la Oficina del Censo en 2000 los ingresos medios por hogar en la localidad eran de $42,113 y los ingresos medios por familia eran $57,208. Los hombres tenían unos ingresos medios de $43,198 frente a los $26,709 para las mujeres. La renta per cápita para la localidad era de $24,003. Alrededor del 4.9% de la población estaba por debajo del umbral de pobreza.